# Hippotragus equinus

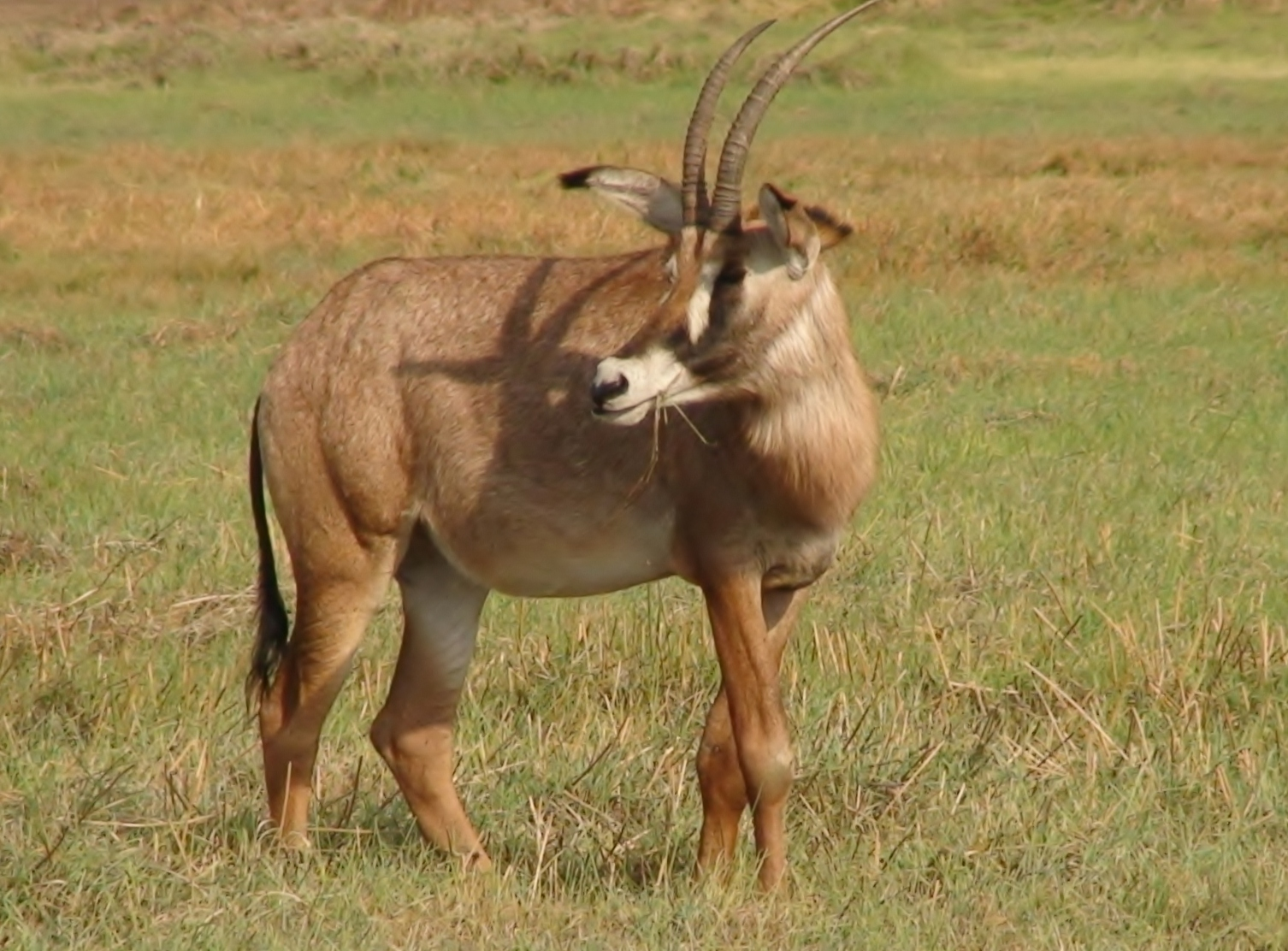
Kafue National Park, Zambia

El antílope ruano o antílope equino (Hippotragus equinus) es una especie de mamífero artiodáctilo de la familia Bovidae. Se trata de un antílope de hábitos más o menos boscosos de gran alzada, capa de color pardo, cuernos largos y negros curvados hacia atrás, y máscara facial negra sobre fondo blanco.

## Descripción
Los antílopes ruanos miden de 2,20 a 2,70 m de largo, 1,40-1,60 m de alzada en la cruz y pesan de 225 a 300 kg. La longitud de su cola es de 60 a 70 m. Estos rumiantes son de color ruano (de ahí su nombre) con las patas más oscuras y las partes inferiores más blancas. Presentan unas marcas faciales de color negro o marrón oscuro y blanco. En la parte superior del cuello, tienen una crín erecta y oscura y una pequeña barba en la garganta. Ambos sexos tienen cuernos, los del macho miden de 60 a 75 cm, siendo 99,1 cm la longitud máxima registrada.

## Cría
No parecen tener una época fija de cría. Tras unos 280 días de gestación, las hembras se separan de su grupo para dar a luz y se mantienen con sus crías durante unos 5 días. A las tres semanas, las hembras ya se muestran receptivas, pudiendo tener una cría cada 10 meses. Al volver con la manada, la cría seguirá escondiéndose durante unas 5 semanas más y luego se unirá a una "guardería" con los demás jóvenes, solo volviendo con sus madres para amamantar. Las crías son destetadas entre los 4 y los 6 meses de edad, llegando a la madurez sexual a los 2.5 o 3 años. Tienen una longevidad de unos 17 años.

## Costumbres
Los antílopes ruanos se muestran más activos por la mañana y por la tarde. Los antílopes ruanos son bastante descuidados, huyendo de un peligro pero rápidamente deteniéndose y volviéndose para mirarlo. Pueden llegar a velocidades de hasta 57 km/h durante distancias considerables. Si se hallan acorralados, estos antílopes son formidables oponentes, utilizando sus cuernos con gran habilidad. Necesitan beber con asidiudad y nunca se alejarán más de 4 km del punto de agua más cercano. Se mueven por territorios localizados, usando entre 200 y 400 hectáreas en cualquier época del año. Las hembras viajan en harenes de 6-15 hembras y sus crías acompañadas de un gran macho, el cual crea un anillo de protección de entre 300 y 500 metros alrededor de ellas para amntenerlas alejadas de los machos. Los machos jóvenes vagan en manadas de solteros de 2-6 animales. Tienen una fuerte jerarquía social, y tanto las hembras como los machos luchan entre sí por conseguir su puesto. Luchan de rodillasy usando los cuernos.

## Alimentación
Se alimentan de hierbas altas y raramente de hojas. Sus principales enemigos son los leones, leopardos, hienas manchadas y licaones, todos que se alimentan principalmente de las crías aunque los leones si cazan en ocasiones adultos. También son una pieza muy codiciada por los cazadores debido a sus preciosos cuernos.
Les gusta vivir en zonas ligeramente boscosas y llanuras anegadas de gran parte de África central.

## Subespecies
Se reconocen las siguientes subespecies:
- Antílope ruano sudafricano (H. e. equinus) de Sudáfrica.
- Antílope ruano sennar (H. e. bakeri) de Etiopía, Sudán y República Centroafricana.
- Antílope ruano angoleño (H. e. cottoni) de Angola, Botsuana, Zambia y Zimbabue.
- Antílope ruano occidental (H. e. koba) es el más singular de todos y se distribuye por el África Occidental.
- Antílope ruano oriental (H. e. lanheldi) de Kenia, Tanzania y Uganda.
- Antílope ruano camerunés (H. e. scharicus) de Camerún, Nigeria y Chad.